# Taganrog
Taganrog (en rus:Таганро́г) és una ciutat de Rússia a l'óblast de Rostov. Disposa d'un port al mar d'Azov pocs quilòmetres a l'oest de la desembocadura del riu Don. L'any 2005 tenia 279.000 habitants.
El tsar Pere el Gran de Rússia la fundà el 1698 i fou la primera base militar naval de Rússia. El 29 de gener del 1860 hi va néixer l'escriptor Anton Txékhov i aquesta ciutat apareix en moltes de les seves obres.

## Economia
És el principal centre industrial de l'óblast de Rostov. Té indústria aeroespacial, de maquinària, automòbils, militar, siderúrgia, paper i alimentària entre d'altres, a més de tenir un dels principals ports del mar d'Azov. Comercia principalment amb els estats de l'antiga Unió Soviètica, Corea del Sud, Turquia, Itàlia, Grècia i Egipte.

## Fills il·lustres
- Adolf Brodsky (1851–1929), violinista.
- Isaac Pàvlovski (1853–1924), periodista i escriptor rus.
- Anton Txékhov (1860–1904), dramaturg i narrador.
- Vassili Zolotariov (1872–1964), compositor.
- Sofia Parnok (1885–1933), poeta i traductora russa.
- Alexandre Koyré (1892–1964), filòsof i historiador de la ciència francès d'origen rus.
- Borís Podolski (1896–1966), físic.
- Faïna Ranévskaia (1896–1984), actriu.
- Ielena Kutxinskaia (1984), ciclista russa.
- Aleksei Ribalkin (1993), ciclista rus.